# Olios erraticus
Olios erraticus là một loài nhện trong họ Sparassidae.
Loài này thuộc chi Olios. Olios erraticus được Jean-Louis Fage miêu tả năm 1926.